# Équipe d'Éthiopie de football à la Coupe d'Afrique des nations 2013
Cet article présente la campagne qualificative de l'Équipe d'Éthiopie de football pour la phase finale de la Coupe d'Afrique des nations de football 2013, organisée en Afrique du Sud. Le sélectionneur, Sewnet Bishaw, en poste depuis 2011, remplit son objectif et emmènent les Antilopes Walyas en phase finale, trente-et-un ans après leur dernière apparition, lors de la CAN 1982 en Algérie. Cette participation à la CAN est la dixième de l'histoire de l'équipe nationale, vainqueur de l'édition 1962, disputée à domicile.
C'est l'attaquant de Saint-George SA, Adane Girma, qui est le meilleur buteur éthiopien des éliminatoires puisqu'il inscrit trois des six buts de sa formation, en quatre rencontres. Getaneh Kebede (deux buts) et Saladin Said ont également trouvé le chemin des filets. Girma est également l'unique buteur éthiopien de la phase finale, après avoir marqué le but du 1-1 face à la Zambie lors de la première rencontre des hommes de Bishaw à la CAN.
Les Éthiopiens quittent la compétition à l'issue du premier tour, terminant à la quatrième et dernière place de la poule. Le bilan est faible avec un match nul face aux tenants du titre zambiens, eux aussi éliminées avant les quarts de finale, et deux défaites face au Burkina Faso et au Nigeria.

## Qualifications
Du fait de la proximité entre les deux éditions de la Coupe d'Afrique des nations de football (2012 au Gabon/Guinée-équatoriale et 2013 en Afrique du Sud), les éliminatoires adoptent une formule inédite, qui leur permettent de pouvoir se disputer en moins d'un an. Après un tour préliminaire opposant les quatre plus faibles sélections du continent, le premier tour oppose en matchs aller-retour à élimination directe les équipes non-qualifiées pour la CAN 2012. Les quinze équipes issues de ce premier tour retrouvent les quinze nations ayant participé à la dernière CAN, toujours sous forme de matchs aller-retour à élimination directe.

### Premier tour

Composition des équipes du match Éthiopie-Zambie, premier tour de la CAN 2013

Le tirage au sort du premier tour voit les Éthiopiens être opposés à la sélection du Bénin. Les deux équipes ne s'étaient plus rencontrées depuis 2003, lors d'un match amical gagné 3-0 à Addis-Abeba.
| Équipe 1 | Résultat | Équipe 2 | Aller | Retour |
| -------- | -------- | -------- | ----- | ------ |
| Éthiopie | 1e - 1   | Bénin    | 0 - 0 | 1 - 1  |

| 29 février 2012 | Éthiopie | 0 – 0 | Bénin | Stade d'Addis-Abeba, Addis-Abeba |                             |
| 16:00 UTC+3     |          |       |       | Arbitrage : Sylvester Kirwa      | Arbitrage : Sylvester Kirwa |
| 16:00 UTC+3     | Rapport  |       |       | Arbitrage : Sylvester Kirwa      | Arbitrage : Sylvester Kirwa |

| 17 juin 2012 | Bénin    | 1 – 1 | Éthiopie  | Stade de l'Amitié, Cotonou |                            |
| 16:00 UTC+1  | Poté 20e |       | Girma 45e | Arbitrage : Bakary Gassama | Arbitrage : Bakary Gassama |
| 16:00 UTC+1  | Rapport  |       |           | Arbitrage : Bakary Gassama | Arbitrage : Bakary Gassama |

### Second tour
Après la qualification contre le Bénin, les hommes de Sewnet Bishaw parviennent au tour final, où ils sont opposés à l'une des quinze équipes ayant pris part à la dernière CAN. C'est le voisin soudanais, adversaire préférentiel et historique des Walyas qui est sur la route pour la qualification. Le Soudan a chuté en quarts de finale de la dernière CAN face au futur vainqueur, la Zambie. Le dernier match entre Éthiopie et Soudan date du 28 novembre 2011, lors du premier tour de la Coupe CECAFA des nations, joué à Dar es Salaam, en Tanzanie et achevé sur un score de parité (1-1).
| Équipe 1 | Résultat | Équipe 2 | Aller | Retour |
| -------- | -------- | -------- | ----- | ------ |
| Soudan   | 5 - 5e   | Éthiopie | 5 - 3 | 0 - 2  |

| 8 septembre 2012 | Soudan                                                      | 5 – 3 | Éthiopie                   | Khartoum Stadium, Khartoum |                          |
| 20:00 (UTC+3)    | El Tahir 7e · Bisha 15e · Omar 45+1e · Tahir 83e (pen.) 90e |       | Kebede 14e 50e · Girma 68e | Arbitrage : Neant Alioum   | Arbitrage : Neant Alioum |
| 20:00 (UTC+3)    | Rapport                                                     |       |                            | Arbitrage : Neant Alioum   | Arbitrage : Neant Alioum |

| 14 octobre 2012 | Éthiopie             | 2 - 0 | Soudan | Stade d'Addis-Abeba, Addis-Abeba |                           |
| 16:00 (UTC+3)   | Girma 61e · Said 64e |       |        | Arbitrage : Badara Diatta        | Arbitrage : Badara Diatta |
| 16:00 (UTC+3)   | Rapport              |       |        | Arbitrage : Badara Diatta        | Arbitrage : Badara Diatta |

## Préparation
La sélection éthiopienne dispute trois matchs amicaux de préparation, contre trois nations africaines, dont deux également qualifiées pour la phase finale.
| 30 décembre 2012 | Éthiopie   | 1 - 0 | Niger | Stade d'Addis-Abeba, Addis-Abeba |
|                  | Kebede 39e |       |       |                                  |
|                  | Rapport    |       |       |                                  |

| 7 janvier 2013 | Éthiopie | 1 - 1 | Tunisie    | Al Wakrah, Qatar |  |
|                | Said 64e |       | Darragi 4e |                  |  |
|                | Rapport  |       |            |                  |  |

| 11 janvier 2013 | Éthiopie                      | 2 - 1 | Tanzanie   | Stade d'Addis-Abeba, Addis-Abeba |  |
|                 | Fuad Ibrahim 13e · Bekele 63e |       | Ngassa 51e |                                  |  |
|                 | Rapport                       |       |            |                                  |  |

## Coupe d'Afrique des nations 2013

### Effectif
Voici la liste des 23 joueurs sélectionnés par Sewnet Bishaw pour la phase finale de la Coupe d'Afrique des nations 2013 en Afrique du Sud :
| Effectif actuel |     |                  |                   |            |      |                  |
| N°              | Pos | Nom              | Date de naissance | Sélections | Buts | Club             |
| --------------- | --- | ---------------- | ----------------- | ---------- | ---- | ---------------- |
| 22              | GB  | Jemal Tassew     | 27 avril 1989     | 5          | 0    | Dedebit FC       |
| 23              | GB  | Zerihun Tadele   | 31 octobre 1989   | 1          | 0    | Saint-George SA  |
| 1               | GB  | Sisay Bancha     | 24 août 1989      | 5          | 0    | Ethiopian Coffee |
|                 |     |                  |                   |            |      |                  |
| 10              | DF  | Berhanu Bogale   | 27 février 1986   | 17         | 1    | Dedebit FC       |
| 4               | DF  | Abebaw Butako    | 3 mars 1983       | 25         | 0    | Saint-George SA  |
| 5               | DF  | Aynalem Hailu    | 12 octobre 1986   | 13         | 0    | Dedebit FC       |
| 6               | DF  | Alula Girma      | 15 juillet 1993   | 21         | 0    | Saint-George SA  |
| 2               | DF  | Degu Debebe      | 19 mars 1984      | 43         | 0    | Saint-George SA  |
| 12              | DF  | Biadgelegn Elias | 24 mai 1988       | 6          | 0    | Saint-George SA  |
| 17              | DF  | Siyoum Tesfaye   | 19 décembre 1989  | 7          | 1    | Dedebit FC       |
|                 |     |                  |                   |            |      |                  |
| 18              | ML  | Shimeles Bekele  | 17 octobre 1990   | 19         | 6    | Saint-George SA  |
| 21              | ML  | Addis Hintsa     | 30 juin 1987      | 6          | 0    | Dedebit FC       |
| 20              | ML  | Behailu Assefa   | 30 décembre 1989  | 5          | 0    | Awassa City FC   |
| 14              | ML  | Minyahil Teshome | 14 novembre 1985  | 7          | 0    | Dedebit FC       |
| 3               | ML  | Yared Zenabu     | 22 juin 1989      | 21         | 0    | Saint-George SA  |
| 16              | ML  | Yussuf Saleh     | 22 mars 1984      | 4          | 0    | Syrianska FC     |
| 15              | ML  | Dawit Estifanos  | 27 février 1988   | 1          | 0    | Ethiopian Coffee |
| 8               | ML  | Asrat Megersa    | 20 juin 1987      | 11         | 0    | EEPCO            |
|                 |     |                  |                   |            |      |                  |
| 7               | AT  | Saladin Saïd     | 29 octobre 1988   | 12         | 9    | Wadi Degla SC    |
| 9               | AT  | Getaneh Kebede   | 2 avril 1992      | 11         | 5    | Dedebit FC       |
| 11              | AT  | Oumed Oukri      | 5 décembre 1990   | 21         | 9    | Saint-George SA  |
| 19              | AT  | Adane Girma      | 25 juin 1985      | 32         | 7    | Saint-George SA  |
| 13              | AT  | Fuad Ibrahim     | 15 août 1991      | 1          | 0    | Minnesota Stars  |

### Premier tour
Le tirage au sort du premier tour la place dans le groupe C en compagnie du tenant du titre, la Zambie, du Nigéria et du Burkina Faso.
| Rang | Équipe       | Pts | J | G | N | P | Bp | Bc | Diff |
| ---- | ------------ | --- | - | - | - | - | -- | -- | ---- |
| 1    | Burkina Faso | 5   | 3 | 1 | 2 | 0 | 5  | 1  | +4   |
| 2    | Nigeria      | 5   | 3 | 1 | 2 | 0 | 4  | 2  | +2   |
| 3    | Zambie       | 3   | 3 | 0 | 3 | 0 | 2  | 2  | 0    |
| 4    | Éthiopie     | 1   | 3 | 0 | 1 | 2 | 1  | 7  | -6   |

| 21 janvier 2013 | Zambie        | 1 - 1   | Éthiopie   | Stade Mbombela, Nelspruit                          |                                                    |
| 17:00 UTC+2     | Mbesuma 45+3e | (1 - 0) | 63e Girma  | Spectateurs : 5 630 Arbitrage : Eric Otogo-Castane | Spectateurs : 5 630 Arbitrage : Eric Otogo-Castane |
| 17:00 UTC+2     |               | Rapport | 36e Tassew | Spectateurs : 5 630 Arbitrage : Eric Otogo-Castane | Spectateurs : 5 630 Arbitrage : Eric Otogo-Castane |

Le premier match des Éthiopiens a lieu le 21 janvier 2013 au Stade Mbombela de Nelspruit face au tenant du titre, les Chipolopolo zambiens. En première mi-temps, à la 25e minute, après une faute grossière de Chisamba Lungu sur Saladin Said, le joueur de Wadi Degla manque l'occasion d'ouvrir le score sur pénalty, tiré trop mollement et stoppé par Kennedy Mweene. Le tournant du match a lieu à la 36e minute avec l'expulsion du gardien Jemal Tassew pour une sortie dangereuse hors de sa surface sur Lungu. Zerihun Tadele, profitant de la sortie de Shimeles Bekele pour pouvoir remplacer Tassew, prend la place de gardien. Les Zambiens ouvrent le score à quelques secondes de la pause par Collins Mbesuma. Réduits à dix et menés, les Walyas parviennent à égaliser à la 63e minute par Adane Girma, qui marque le premier but éthiopien en phase finale de la CAN depuis 1976 (succédant à Mohammed Ali). Le match se finit sur ce score de parité, tout comme l'autre match du groupe (Nigeria-Burkina Faso), ce qui laisse les quatre équipes à parfaite égalité à l'issue de la première journée.
| 25 janvier 2013 | Burkina Faso                                      | 4 - 0   | Éthiopie | Stade Mbombela, Nelspruit                        |                                                  |
| 20:00 UTC+2     | Al. Traoré 34e 74e · D. Koné 79e · Pitroipa 90+5e | (1 - 0) |          | Spectateurs : 35 000 Arbitrage : Bernard Camille | Spectateurs : 35 000 Arbitrage : Bernard Camille |
| 20:00 UTC+2     | Soulama 60e                                       | Rapport |          | Spectateurs : 35 000 Arbitrage : Bernard Camille | Spectateurs : 35 000 Arbitrage : Bernard Camille |

La deuxième rencontre, le 25 janvier 2013 et toujours au Mbombela de Nelspruit voit les Walyas affronter les Écureuils du Burkina Faso. Entreprenants dès le début du match, les Éthiopiens perdent coup sur coup sur blessure Adane Girma, buteur au premier match puis Asrat Megersa. Les Burkinabés ouvrent le score à la 34e minute par l'intermédiaire d'Alain Traoré. En deuxième mi-temps, et malgré l'exclusion du gardien du Burkina Faso Abdoulaye Soulama à l'heure de jeu, ce sont bien les hommes coachés par le Belge Paul Put qui vont aggraver le score par Traoré, une nouvelle fois buteur, D.Koné puis Pitroipa dans les arrêts de jeu. Avec une défaite 4-0, l'Éthiopie se retrouve à la dernière place de son groupe mais conserve encore une chance de se qualifier pour les quarts de finale, grâce au résultat nul (1-1) entre la Zambie et le Nigeria dans l'autre match de la journée.
| 29 janvier 2013 | Nigeria                      | 2 - 0   | Éthiopie   | Stade Royal Bafokeng, Rustenburg |                                |
| 19:00 UTC+2     | Moses 80e (pen.), 90e (pen.) | (0 - 0) |            | Arbitrage : Bouchaïb El Ahrach   | Arbitrage : Bouchaïb El Ahrach |
| 19:00 UTC+2     |                              | Rapport | 89e Bancha | Arbitrage : Bouchaïb El Ahrach   | Arbitrage : Bouchaïb El Ahrach |

Le troisième et dernier match des Walyas a lieu face aux Super Eagles du Nigeria le 29 janvier 2013 au Royal Bafokeng Stadium de Rustenburg, là même où les hommes de Sewnet Bishaw ont affronté l'Afrique du Sud en éliminatoires de la Coupe du monde 2014 six mois plus tôt. Après une première mi-temps équilibrée entre les deux équipes, crispées par l'enjeu, ce sont les Nigérians qui prennent le dessus après la pause, se créant les occasions les plus dangereuses sans réussir à marquer. La situation se débloque à dix minutes du terme de la rencontre avec un pénalty sifflé par Bouchaïb El Ahrach, l'arbitre de la rencontre, pour une faute d'Alula Girma sur Victor Moses. C'est l'attaquant de Chelsea qui tire lui-même le pénalty et ouvre le score, permettant aux supporters du Nigeria de croire en la qualification. Dix minutes plus tard, le gardien éthiopien Sisay Bancha reçoit un deuxième carton jaune, synonyme d'expulsion, pour avoir stoppé irrégulièrement Moses qui filait vers le but. Les trois changements ayant été faits pour l'Éthiopie, c'est le milieu de terrain Addis Hintsa qui termine la rencontre avec les gants et le maillot de gardien. Il ne peut rien face au pénalty tiré et transformé, une nouvelle fois, par Moses, qui envoie sa sélection en quarts de finale.